# マヌエル・ジャンドナート
マヌエル・ジャンドナート（Manuel Giandonato, 1991年10月10日 - ）は、イタリア・カーゾリ出身のサッカー選手。フェルマーナFC所属。ポジションはMF。

## 経歴

### クラブ
2005年にユヴェントスFCの下部組織に入団。2010年2月6日のASリヴォルノ・カルチョ戦にて途中出場を果たし、18歳でセリエAデビューを飾る。2010-2011シーズンはUEFAヨーロッパリーグを含め4試合に出場した。2011-2012シーズンはUSレッチェへローン移籍。2014年にパルマへ完全移籍し、同年8月にはサレルニターナ・カルチョ1919にローンで加入した。
2016年8月20日、カルチョ・パドヴァからASリヴォルノ・カルチョに移籍した。

### 代表
U-21イタリア代表では、親善試合のトルコ戦にて初出場。

## 所属クラブ
- ユヴェントスFC 2009-2013

→  USレッチェ (loan) 2011-2012
→  ヴィチェンツァ・カルチョ (loan) 2012-2013
→  ACチェゼーナ (loan) 2013
- パルマFC 2014-2015

→  SSユーヴェ・スタビア (loan) 2014
→  サレルニターナ・カルチョ1919 (loan) 2014-2015
→  USカタンザーロ (loan) 2015
- カルチョ・パドヴァ 2015-2016

→  SSヴィルトゥス・ランチャーノ1924 (loan) 2015-2016
- ASリヴォルノ・カルチョ 2016-2018
- フェルマーナFC 2018-2019
- ピアチェンツァ・カルチョ 2019-2020

→  オルビア・カルチョ (loan) 2020
- オルビア・カルチョ 2020-2022
- フェルマーナFC 2022-

## タイトル
ユヴェントス
- トルネオ・ディ・ヴィアレッジョ : 2010